# Robert Ker (1er comte de Roxburghe)
Robert Ker, 1er comte de Roxburghe (c. 1570-1650) est un noble écossais.

## Jeunesse
Il est le fils aîné de William Ker de Cessford (mort en 1605) et de Janet Douglas. Sa mère est la veuve de James Tweedie de Drumelzier, et la troisième fille de James Douglas de Drumlanrig.
Son grand-père paternel est Walter Ker de Cessford (mort c. 1584), qui combat contre Marie, reine d'Écosse, à la fois à Carberry Hill et à Langside.

## Carrière
Il est fait chevalier le 17 mai 1590 lors du couronnement d'Anne de Danemark. En décembre 1590, il est impliqué dans l'assassinat de William Kerr d'Ancram qui est pris en embuscade dans l'escalier à l'entrée de son logement par deux des partisans de Robert qui l'abattent avec un pistolet appelé « dag ».
Ker épouse Margaret Maitland, une nièce du chancelier, John Maitland de Thirlestane. En 1592, Ker aide Maitland à gagner les faveurs d'Anne de Danemark.
Ker est gardien adjoint de Liddesdale et Gardien des Marches en 1593. En août 1594, il se produit dans le tournoi du baptême du prince Henri au Château de Stirling habillé en chevalier turc.
Il aide Jacques VI contre Bothwell. En 1598, il est envoyé en Angleterre et gardé par l'archevêque d'York à Bishopsthorpe.
Il est membre du Conseil privé d'Écosse à partir de 1599 et est créé Lord Roxburghe en 1600. En avril 1601, Roxburghe invite Jacques VI et son épouse Anne de Danemark à la célébration du mariage de sa sœur Elizabeth avec John Bellenden de Broughton à Floors Castle, mais le roi refuse, soupçonnant un complot impliquant le maître de Gray.
En septembre 1602, il rend visite à Élisabeth Ire d'Angleterre. Robert Cecil écrit qu'il est « d'une mode aussi sage et galante que j'en ai vu en Écosse depuis longtemps ». Il accompagne le roi Jacques à Londres en 1603. Ker hérite des domaines de son père en 1606 et en 1607, il est gentilhomme de chambre.
Le 18 septembre 1616, il est créé Lord Ker de Cessford et Caverton et comte de Roxburghe avec le reste de ses héritiers mâles.
Il est nommé gardien du sceau privé d'Écosse en 1637.
Il souscrit à l'alliance du roi à Holyrood en 1638, et rejoint le parti du roi dans la guerre civile. Lorsque le roi tente d'arrêter cinq membres de la Chambre des communes en 1642, Ker garde la porte de la chambre ouverte. Il soutient l'« Engagement » pour le sauvetage du roi en 1648 et est par conséquent privé de son poste de gardien du sceau privé en 1649.

## Vie privée
Le comte de Roxburghe se marie trois fois. Son premier mariage a lieu le 27 octobre 1587 avec Margaret Maitland (morte en 1613), la fille unique de William Maitland de Lethington et de Mary Fleming qui est l'une des « Four Maries », les compagnes dévouées de la reine d'Écosse. Ils sont les parents de : 
- Harry (Henry) Ker, titré Lord Ker, épouse, en 1638, Margaret Hay, fille de William Hay, 10e comte d'Erroll[11]
- William Ker, titré Lord Ker, Commendator of Kelso Abbey (d. 1643), décédé avant Lord Ker
- Jean Ker, qui épouse John Drummond (2e comte de Perth) (en)[2]
- Isabel Ker, qui épouse James Scrymgeour, 2e vicomte de Dudhope[2]
- Mary Ker, qui épouse James Haliburton de Pitcur (fils de James Halyburton). Après sa mort, elle épouse James Carnegie, 2e comte de Southesk (parents de Robert Carnegie, 3e comte de Southesk)[2]

Le 3 février 1613/14, il épouse Jean Drummond (c. 1585 –1643), la sœur de son gendre et la troisième fille de Patrick Drummond, 3e Lord Drummond et Elizabeth Lindsay (fille de David Lindsay, 9e comte de Crawford). Ils ont un fils Harry Ker, titré Lord Ker (d. 1642/3), qui épouse Margaret Hay, fille unique de William Hay (10e comte d'Erroll) et Anne Lyon (fille aînée de Patrick Lyon (1er comte de Kinghorne)). Après sa mort, sa veuve épouse John Kennedy (6e comte de Cassilis) (en).
Après la mort de sa seconde épouse en 1643, il épouse Isobel Douglas, cinquième fille de William Douglas (7e comte de Morton), et de sa femme Anne Keith (fille aînée de George Keith (5e comte Marischal) (en)).
Il meurt à Floors, sa résidence près de Kelso, le 18 janvier 1650. Après sa mort, sa veuve épouse James Graham (2e marquis de Montrose) et devient la mère de James Graham, 3e marquis de Montrose.
Son testament mentionne une chaîne de diamants et de rubis, avec un " étui à images " ou médaillon contenant le portrait miniature d'Anne de Danemark, serti de diamants, la plus grosse pierre centrale est en forme de cœur. Il possède une "valentine sertie de diamants" avec une couronne et le portrait de Charles Ier d'Angleterre en tant que duc d'York. Ces bijoux avaient probablement été offerts à sa femme par la reine.
Comme ses deux fils sont décédés avant lui sans descendance masculine, ses titres et domaines passent par arrangement spécial à son petit-fils, William Drummond (1622-1675), le plus jeune fils de sa fille aînée Jean et de son mari John Drummond, 2e comte de Perth. Guillaume prend le nom de Ker, devient 2e comte de Roxburghe et épouse sa cousine, la fille de Lord Ker, Jean.